# Giulio Carpioni

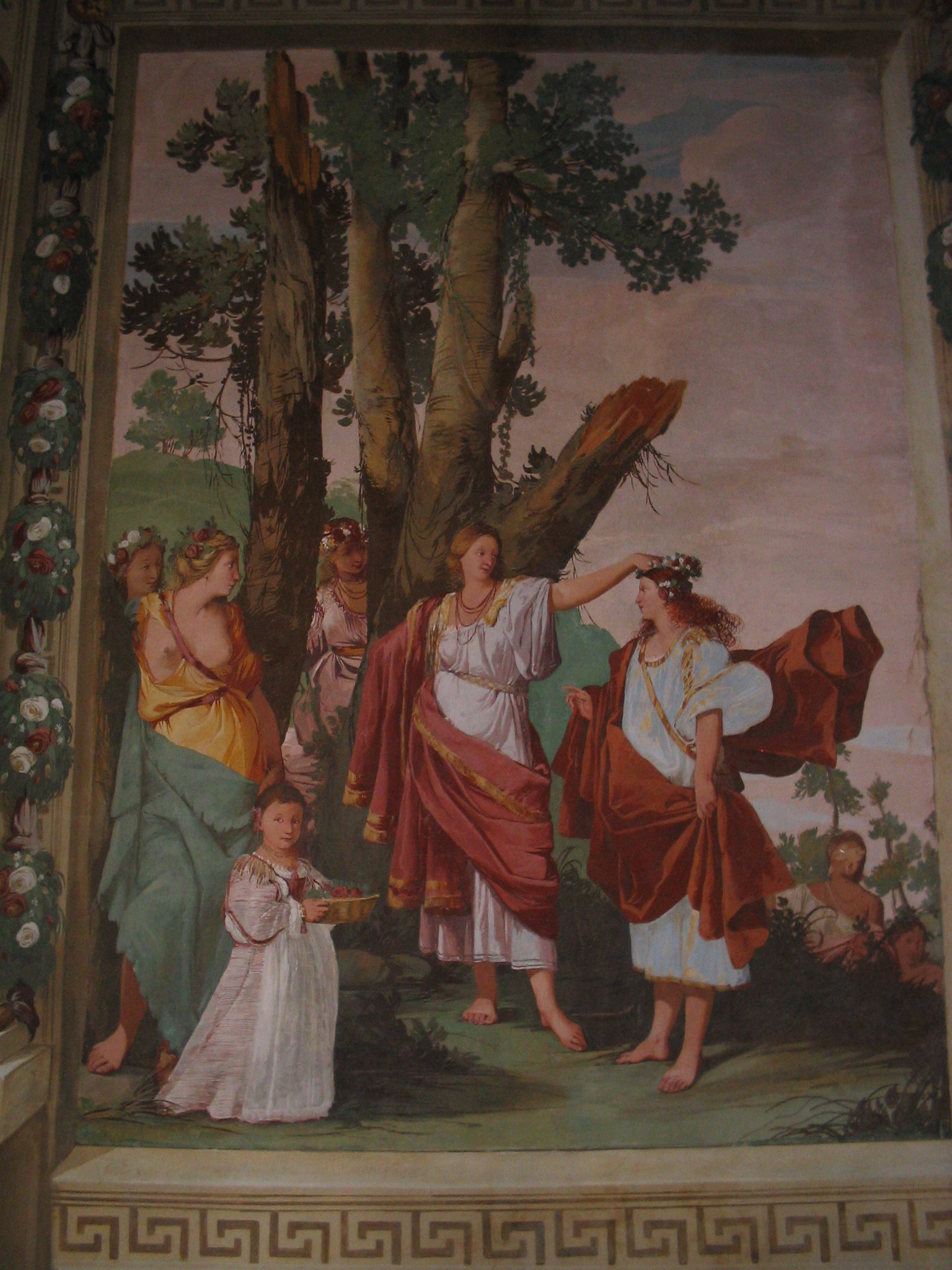
Affreschi in Villa Caldogno, a Caldogno (VI).

Giulio Carpioni (Venezia, 1613 – Vicenza, 29 gennaio 1678) è stato un pittore e incisore italiano.

## Biografia
Nato probabilmente a Venezia nel 1613, Carpioni fu allievo del Padovanino che seguì a Bergamo nel 1631. È possibile che poco dopo il pittore si sia recato a Roma, al fine di completare la sua preparazione classicistica attraverso lo studio dei Baccanali di Tiziano e delle opere di Nicolas Poussin. Dal 1636 è documentato a Vicenza dove dimorerà quasi ininterrottamente, fino alla morte.
Le sue opere più eccellenti figurano nei musei di Vienna e di Budapest, Bordeaux, Digione, Dresda; in Italia sono presenti a Firenze, Padova, Ancona oltre naturalmente a Vicenza, dove passò la maggior parte della sua vita.
Tra le tante opere dipinte dal Carpioni si ricordano: la Glorificazione Dolfin (1647), l'Allegoria Grimani (1651), la pala con Sant'Antonio da Padova, la Vergine e due santi ed il Trionfo di Sileno delle Gallerie dell'Accademia a Venezia. Importanti sono anche i cicli affrescati a Vicenza nell'Oratorio delle Zitelle, nell'Oratorio di San Nicola da Tolentino e a Caldogno nella Villa Caldogno.
Oltre che dai soggetti religiosi, la pittura carpionesca trae ispirazione dagli argomenti della mitologia classica, come nei celebri Baccanali e nelle storie di Ercole, Pan ed Apollo.
Nel Seicento vicentino lo stile di Carpioni si contrappose a quello baroccheggiante di Francesco Maffei, come è possibile ad esempio notare nelle diversità stilistiche presenti nelle pitture dei due artisti nell'Oratorio di San Nicola da Tolentino a Vicenza, dove il pittore fu presente in due riprese. Le tele sul soffitto di quest'oratorio sono le ultime opere dipinte dall'artista, che fu colto dalla morte proprio mentre stava completando il ciclo delle tele da inserire negli stucchi del soffitto. Nel 1631, a Bergamo, realizzò la tela Deposizione di Nostro Signore conservata nella chiesa di Santo Spirito.
La formazione del Carpioni è una sintesi di vari elementi, cioè l'aspirazione verso l'ideale classicistco neotizianesco e l'inclinazione naturalistica derivatagli dalla conoscenza di Carlo Saraceni, di Jean Le Clerc da un lato e le esperienze veronesi del trio Alessandro Turchi, Marcantonio Bassetti e Pasquale Ottino dall'altro. A queste componenti si devono aggiungere lo studio del naturalismo della pittura lombarda, del realismo dei Bamboccianti romani, della carica grottesca di Pietro Vecchia e, infine, delle istanze classiciste di Poussin trasmessegli dalle incisioni di Pietro Testa, Odoardo Fialetti e Simone Cantarini. Nel sesto decennio la sua produzione sarà caratterizzata da ideali di rigorosa austerità formale e cromatica.

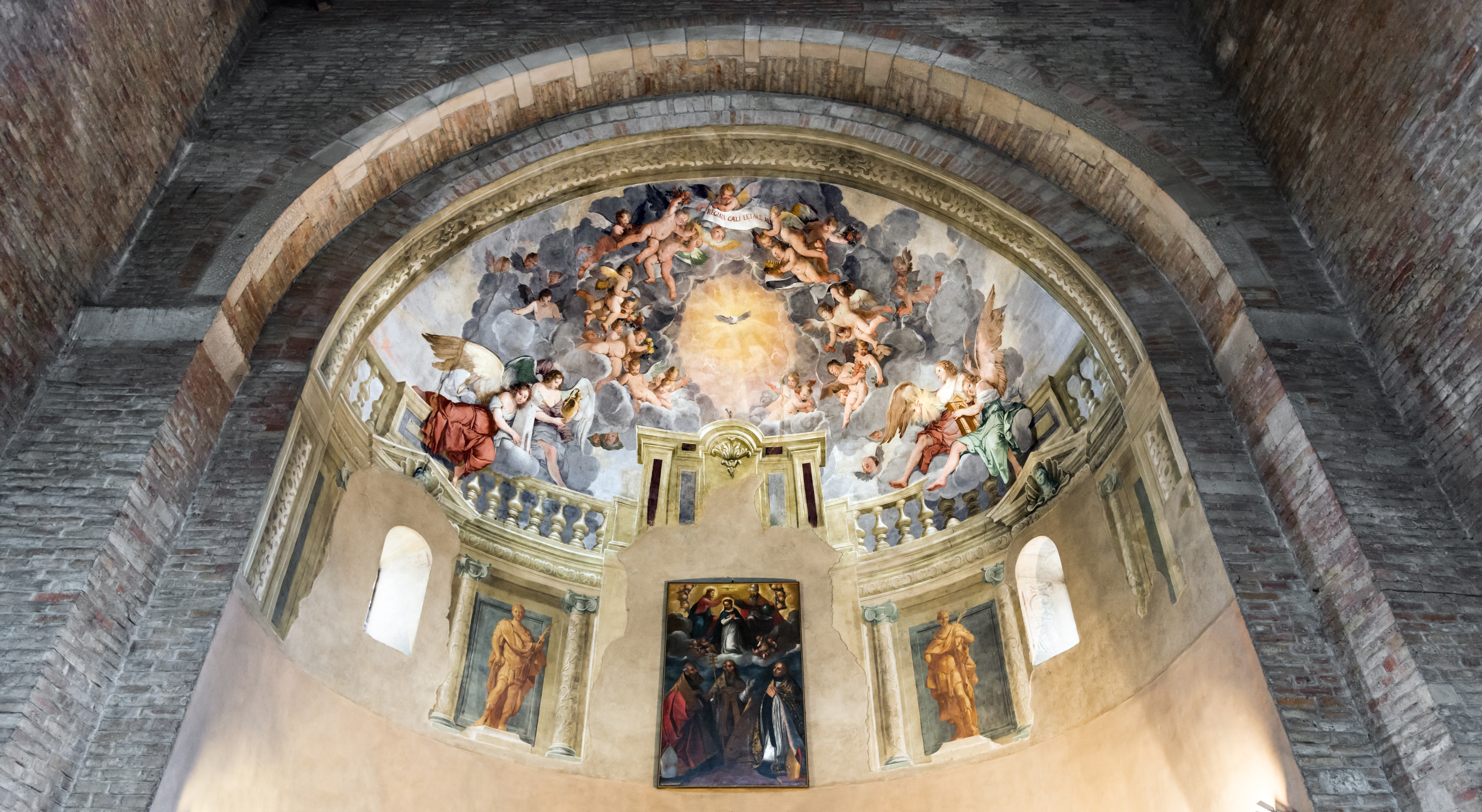
Esaltazione di Maria Affresco del soffitto del presbiterio - Basilica dei Santi Felice e Fortunato Vicenza